# Южаков, Антон Лукич
Антон Лукич Южаков (1770 — 31 октября 1823) — полковник Русской императорской армии, во время Наполеоновских войн командир Иркутского драгунского (позже гусарского) полка в звании подполковника.

## Биография
Из дворянского происхождения. Службу начал 15 марта 1787 года как прапорщик Иркутского драгунского полка. Продвижение по службе:
- кадет (2 октября 1787 года)
- адъютант (5 августа 1791 года)
- подпоручик (17 апреля 1794 года)
- поручик (27 ноября 1797 года)
- штабс-капитан (30 ноября 1798 года)
- капитан (9 августа 1799)
- майор (10 декабря 1799)

25 января 1808 года был назначен командиром Иркутского драгунского полка, 12 декабря 1808 года произведён в подполковники.
Во время Отечественной войны нёс службу в составе 2-й бригады (генерал-майор А. А. Скалон) 3-го резервного кавалерийского корпуса. Участник Смоленского сражения (5 августа), боёв при Дорогобуже и Вязьме (15 августа), Гжатске и Бородинской битве. Сохранился рапорт подполковника А. Л. Южакова инспектору кавалерии великому князю Константину Павловичу после Смоленского сражения, в котором сообщалось о гибели шефа Иркутского драгунского полка, генерал-майора А. А. Скалона.
Участник заграничного похода Русской армии, нёс службу в Герцогстве Варшавском в 1813—1814 годах. 30 июня 1813 года состоялось преобразование полка в Иркутский гусарский полк, когда Южаков рапортовал о прибытии на службу трёх штаб-офицеров, 21 обер-офицера и должного количества нижних чинов.
1 июня 1815 года отчислен от должности командира полка, 30 августа 1816 года произведён в полковники, с 27 октября 1820 года командир Новгородского гарнизонного батальона.
Награждён орденом Святого Владимира 4 степени с бантом и орденом Святого Георгия 4 степени (за 25 лет безупречной службы, 15 февраля 1819).